# Село Терсакан
Село́ Терсака́н (каз. Терісаққан ауылы) — административная единица в составе Жаксынского района Акмолинской области Республики Казахстан. Административный центр и единственный населённый пункт — село Терсакан.
С 28 июля 2021 года акимом села является Кенесова Еркеназ Муханмедяровна.

## История
По состоянию на 1989 год существовал Балталинский сельсовет (сёла Балталы, Артыкпай, Чурумсай) и Терсаканский сельсовет (сёла Казгородок, Коксай и Байжигит) в составе Кийминского района.
В 2017 году село Коксай было ликвидировано путём вхождения в состав села Терсакан. Тогда же сельский округ был преобразован в село.

## Население
| Численность населения села | Численность населения села | Численность населения села |
| 1989                       | 1999                       | 2009                       |
| -------------------------- | -------------------------- | -------------------------- |
| 2 329                      | 1 863                      | 510                        |

## Состав
| Населённый пункт | Тип населённого пункта       | Население, человек (1989) | Население, человек (1999) | Население, человек (2009) |
| ---------------- | ---------------------------- | ------------------------- | ------------------------- | ------------------------- |
| Артыкбай         | село                         | 204                       | 23                        | -                         |
| Байжигит         | село                         | 259                       | 134                       | -                         |
| Балталы          | село                         | 658                       | 243                       | -                         |
| Журумсай         | село                         | 144                       | -                         | -                         |
| Коксай           | село (бывшее)                | 293                       | 188                       | 42                        |
| Терсакан         | административный центр, село | 1 774                     | 1 275                     | 468                       |